# Huang Tingjian
Pour les articles homonymes, voir Huang.
Dans ce nom, le nom de famille, Huang, précède le nom personnel.
Huang Tingjian (chinois 黃庭堅, EFEO Houang T'ing-kien, pinyin Huáng Tíngjiān), né en 1045 à Fenning de Hongzhou (actuelle Xiushui au Jianxi), mort en 1105 au Guangxi, est un écrivain et calligraphe chinois.
Son surnom (hao) est Shangu laoren, le Vieillard de Shangu.
Huang Tingjian obtient le grade de docteur en 1067. Politiquement proche de Su Shi, il est exilé à Fuzhou au Sichuan.
Poète renommé, Huang Tingjian est l'auteur de ci, forme dans laquelle il est toutefois inférieur à Su Shi, son contemporain auquel il est étroitement associé. Il est l'un des « Quatre érudits de Sumen » avec Qin Guan, Zhang Lei et Chao Buzhi. Il est surtout remarquable pour ses poèmes réguliers (shi) et ses ballades. Ses préoccupations formelles font que sa poésie est difficile d'accès. Il est cependant un novateur, ayant eu une grande influence jusque sous la dynastie Ming.

## Œuvre calligraphique

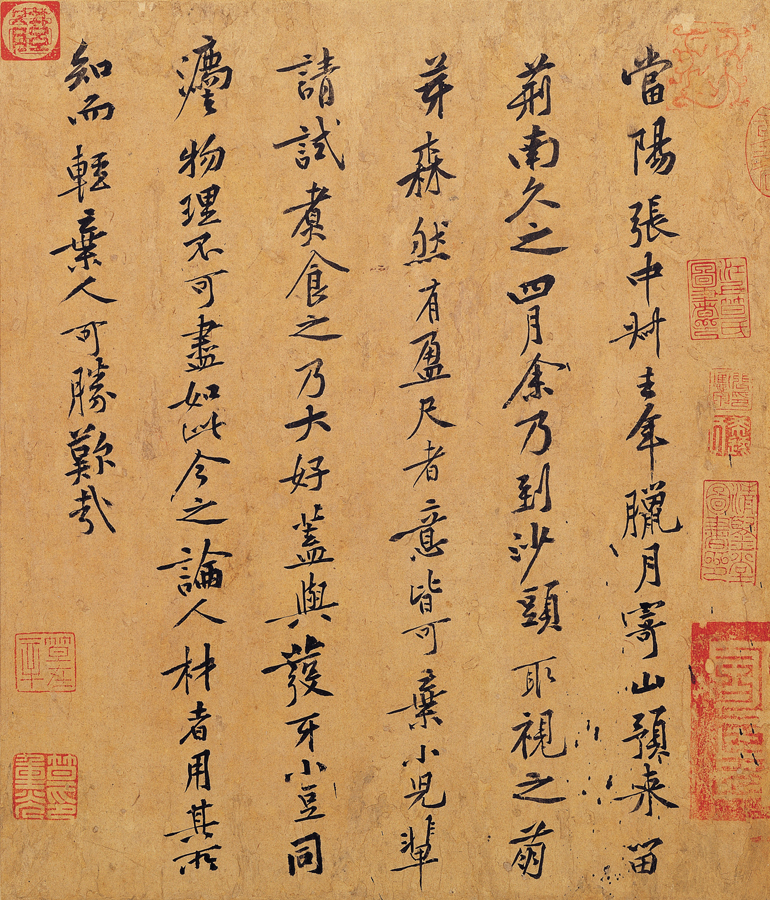
Huang Tingjian, Sur les patates douces.

- Poème de Du Fu à He Lanxian, Pékin, musée du Palais [voir en ligne]
- 北宋 黃庭堅 草書廉頗藺相如傳 卷 (Biographies de Lian Po et Lin Xiangru), New York, Metropolitan Museum of Art [voir en ligne]
- Scroll for Zhang Datong (Zeng Zhang Datong guwen ti ji), Princeton, Princeton University Art Museum [voir en ligne]

Le 3 juin 2010, l'une de ses calligraphies a été vendue 390 millions de yuans (environ 47 millions d'euros) lors d'une vente aux enchères.

## Traductions
- Paul Demiéville, Anthologie de la poésie chinoise classique, Gallimard, « Poésie », Paris, 1962  — Houang T'ing-kien, p. 371-373 et 408
- Jacques Pimpaneau, Anthologie de la littérature chinoise classique, Philippe Picquier, 2004  — Huang Tingjian, p. 468